# Église de Kuru
L’église de Kuru (finnois : Kurun kirkko) est une église luthérienne située à Ylöjärvi en Finlande,.

## Description
L'église a 700 sièges.
Les orgues à 11 jeux sont fabriqués en 1894 par Bror Axel Thulé.
Le retable représentant La crucifixion est peint en 1852  par Johan Zacharias Blackstadius.
La direction des musées de Finlande a classé l'église et son paysage culturel dans les sites culturels construits d'intérêt national.